# Molmke
Molmke ist ein Ortsteil des Fleckens Diesdorf im Altmarkkreis Salzwedel in Sachsen-Anhalt.

## Geographie
Das Straßendorf Molmke liegt zwei Kilometer südlich von Diesdorf in der Altmark. Am nördlichen Ortsrand fließt der Molmker Bach, der im Nordwesten des Dorfes seinen Ursprung hat.
Das Landschaftsschutzgebiet Salzwedel-Diesdorf liegt nördlich.

## Geschichte

### Mittelalter bis Neuzeit
Noch zu Beginn des 18. Jahrhunderts waren für das Dorf die Namen Molmke und Moldenbeck in Gebrauch, das leicht mit Möllenbeck zu verwechseln war.
Die erste urkundliche Erwähnung des Dorfes Molmke als villa moldenbeke stammt aus dem Jahre 1323, als die von Dähre (de doren) Teile des Dorfes und an der Mühle an das Kloster Diesdorf verkauften. Im Jahre 1337 verkauften die von dem Knesebeck Anteile am Dorf an das Kloster Diesdorf.
Im Landbuch der Mark Brandenburg von 1375 wird der Ort als Moldenbeke aufgeführt, der dem Kloster Diesdorf gehört.
Die Mühle Molmke (Wassermühle) lag nordöstlich des Dorfes am Molkmer Bach.

### Eingemeindungen
Ursprünglich gehörte das Dorf zum Salzwedelischen Kreis der Mark Brandenburg in der Altmark. Von 1807 bis 1813 lag es im Kanton Diesdorf auf dem Territorium des napoleonischen Königreichs Westphalen. Nach weiteren Änderungen kam die Gemeinde 1816 zum Kreis Salzwedel, dem späteren Landkreis Salzwedel.
Am 20. Juli 1950 wurden die Gemeinden Molmke, Haselhorst und Lindhof zur neuen Gemeinde Lindhorst zusammengeschlossen. Bereits 1961 wurde der Ortsteil Molmke der Gemeinde Diesdorf zugeordnet.

### Einwohnerentwicklung
| Jahr | Einwohner |
| ---- | --------- |
| 1734 | 43        |
| 1774 | 50        |
| 1789 | 48        |
| 1798 | 49        |
| 1801 | 51        |
| 1818 | 70        |

| Jahr | Einwohner |
| ---- | --------- |
| 1840 | 087       |
| 1864 | 128       |
| 1871 | 130       |
| 1885 | 128       |
| 1892 | [00]148   |
| 1895 | 151       |

| Jahr | Einwohner |
| ---- | --------- |
| 1900 | [00]158   |
| 1905 | 164       |
| 1910 | [00]154   |
| 1925 | 161       |
| 1939 | 159       |
| 1946 | 181       |

| Jahr | Einwohner |
| ---- | --------- |
| 2015 | [00]55    |
| 2018 | [00]51    |
| 2020 | [00]49    |
| 2021 | [00]52    |
| 2022 | [00]48    |
| 2023 | [0]50     |

Quelle, wenn nicht angegeben, bis 1946:

## Religion
Die evangelischen Christen aus Molmke gehören zur Kirchengemeinde Diesdorf, die zur Pfarrei Diesdorf gehörte und die jetzt betreut wird vom Pfarrbereich Diesdorf im Kirchenkreis Salzwedel im Bischofssprengel Magdeburg der Evangelischen Kirche in Mitteldeutschland.

## Kultur und Sehenswürdigkeiten

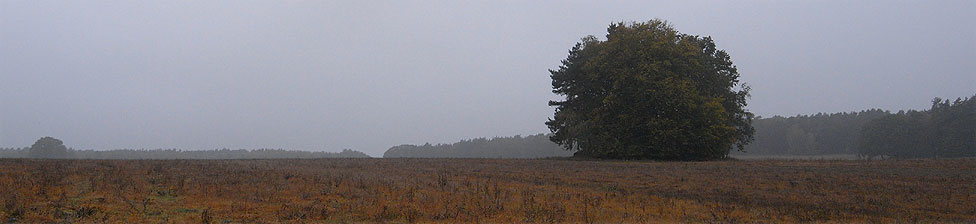
Steingräber bei Molmke

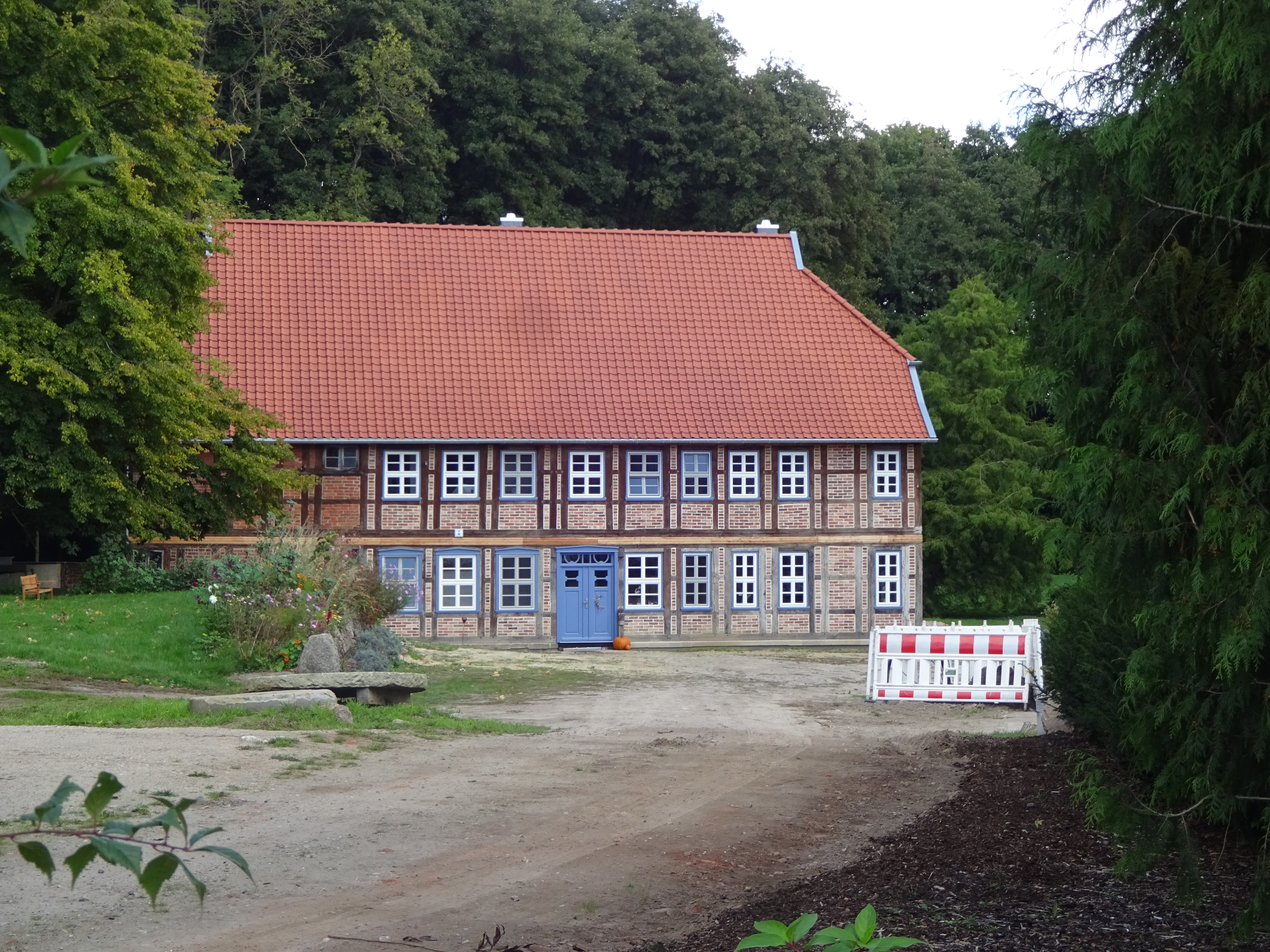
Mühle Molmke

- Die Großsteingräber bei Molmke liegen westlich des Dorfes.
- Das Gebäude der Mühle nordöstlich des Dorfes am Molmker Bach steht unter Denkmalschutz.